# Mortes em agosto de 2022
Mortes em 2022: ← Janeiro – Fevereiro – Março – Abril – Maio – Junho – Julho – Agosto – Setembro – Outubro – Novembro – Dezembro →
Esta é uma relação de pessoas notáveis que morreram durante o mês agosto de 2022, listando nome, nacionalidade, ocupação e ano de nascimento.

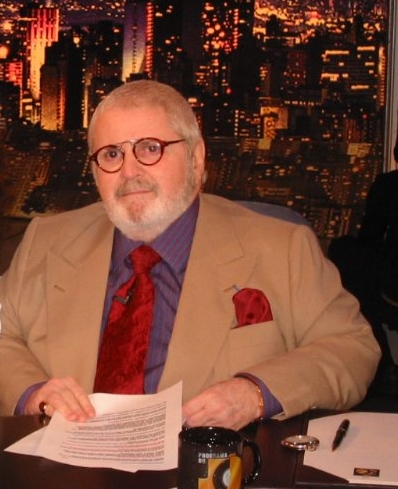
Jô Soares, humorista e apresentador brasileiro.

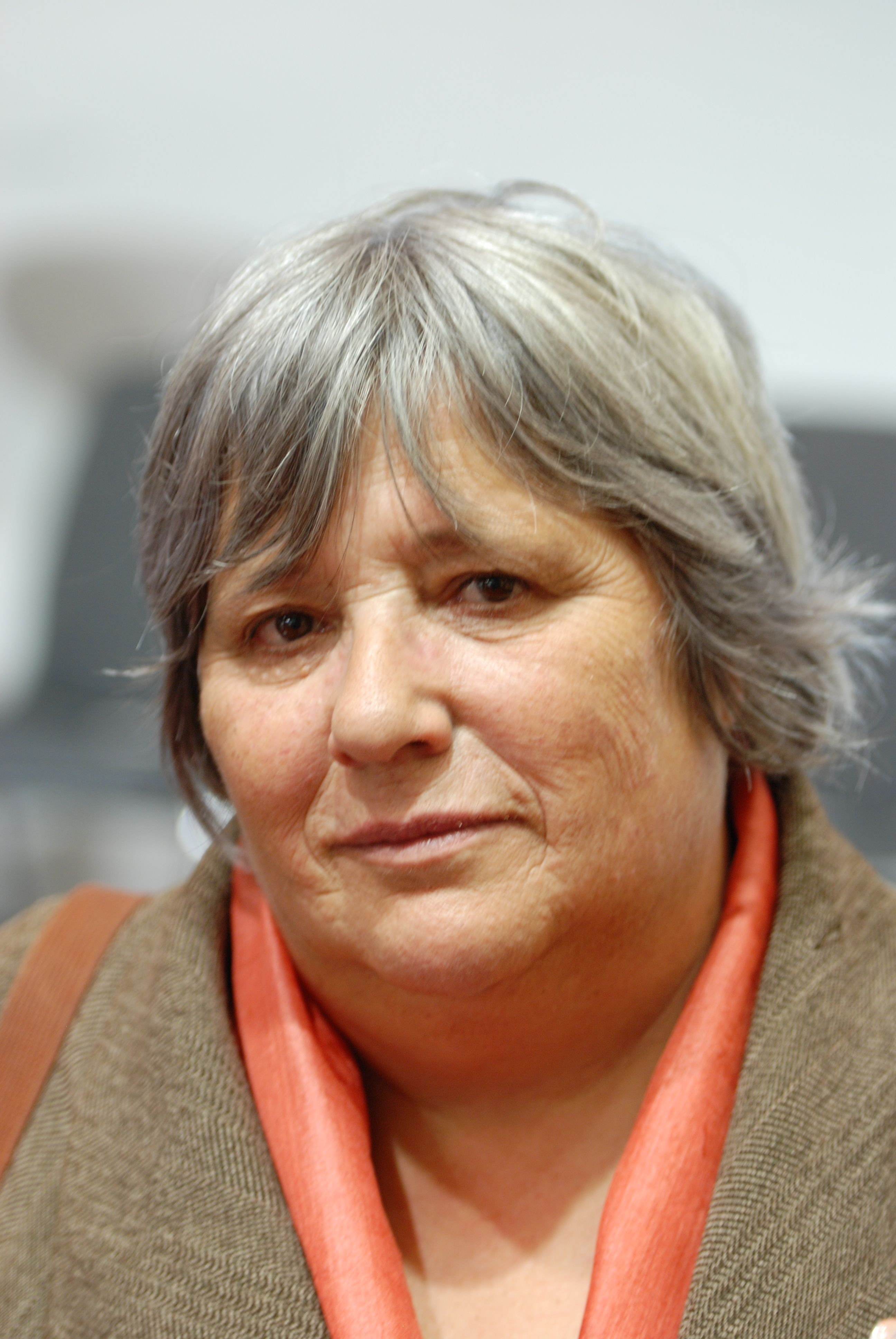
Ana Luísa Amaral, poeta, tradutora e professora portuguesa.

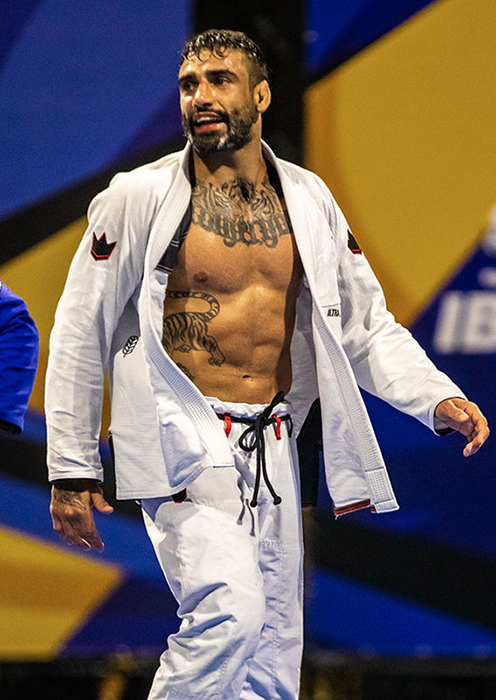
Leandro Lo, lutador brasileiro.

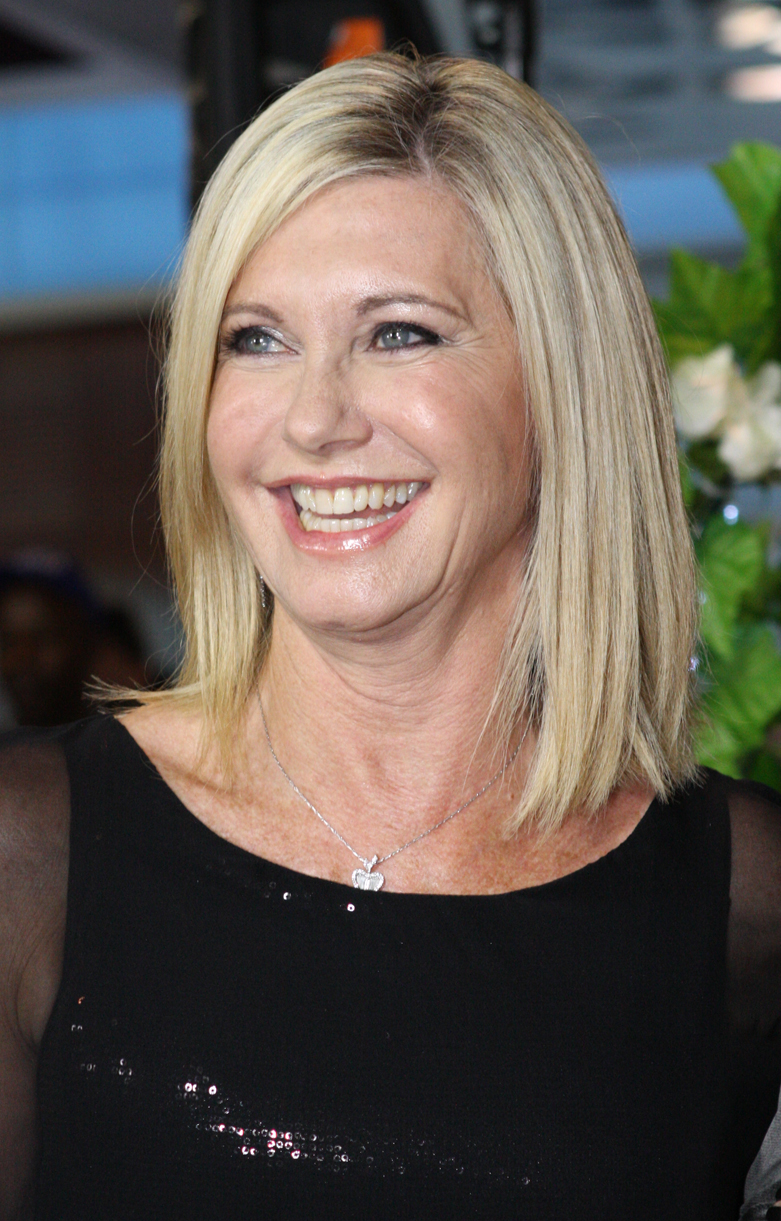
Olivia Newton-John, cantora, compositora e atriz britano-australiana.

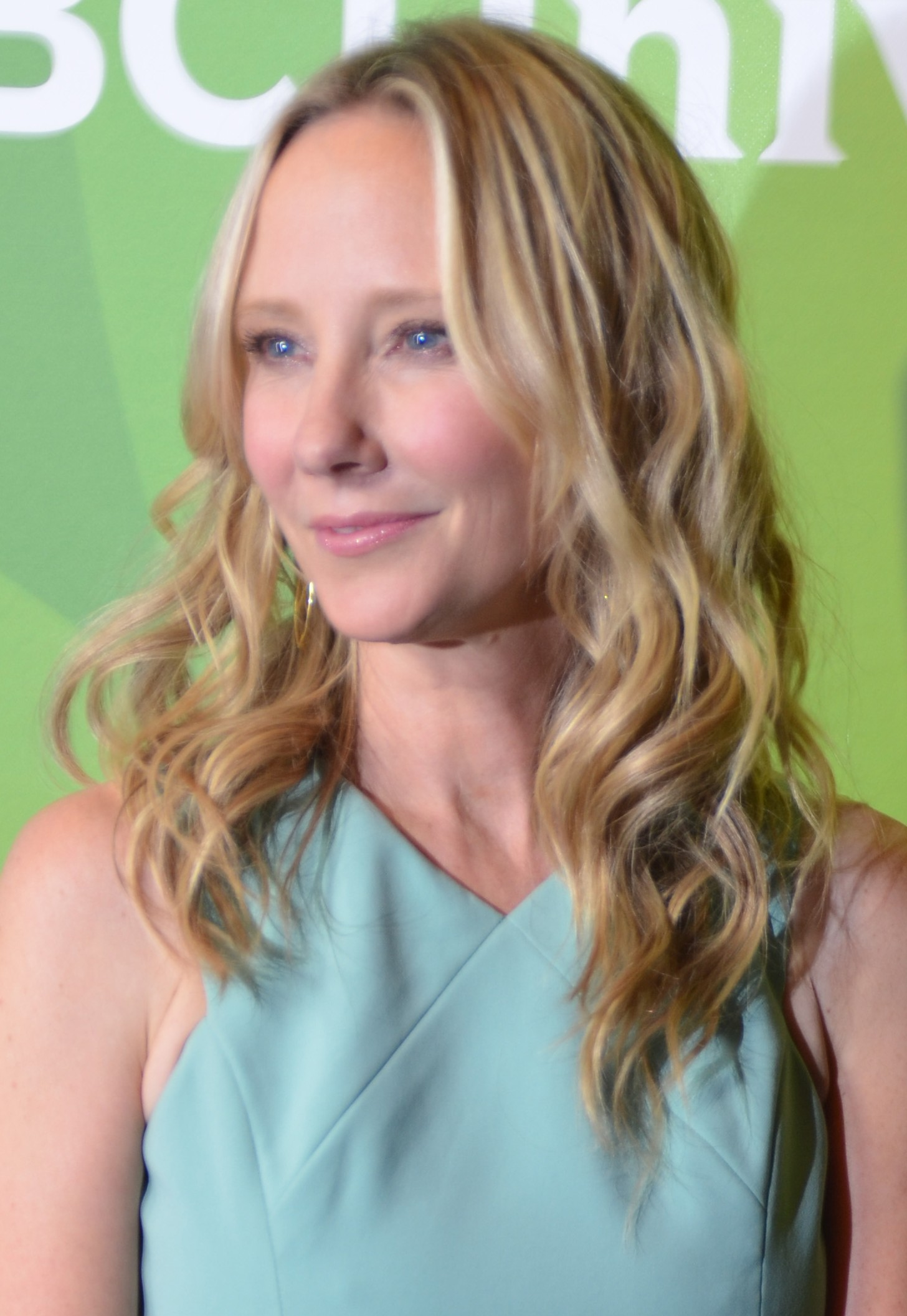
Anne Heche, atriz estadunidense.

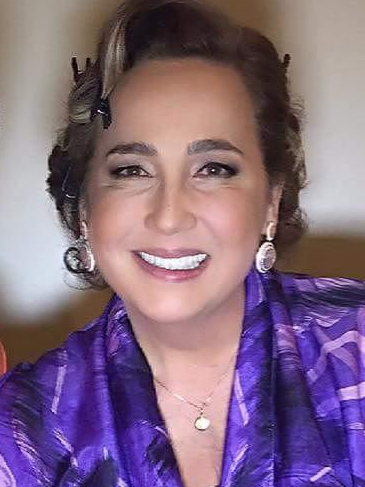
Cláudia Jimenez, atriz brasileira.

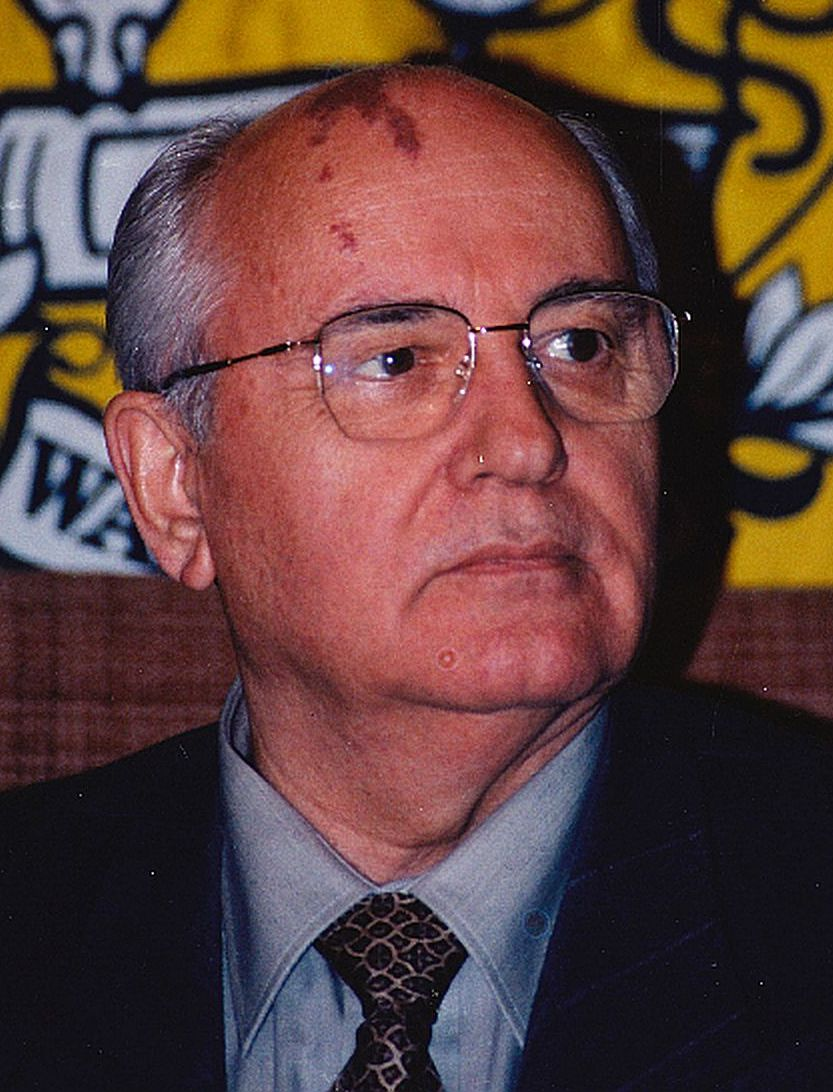
Mikhail Gorbatchov, ex-presidente da União Soviética.

| Dia | Nome                         | Profissão ou motivo de reconhecimento | Nacionalidade                  | Nasc. | Ref    |
| --- | ---------------------------- | ------------------------------------- | ------------------------------ | ----- | ------ |
| 1   | Carlos Blixen                | Basquetebolista                       | Uruguai                        | 1936  | [ 1 ]  |
| 2   | Luis Augusto Castro Quiroga  | Prelado                               | Colômbia                       | 1942  | [ 2 ]  |
| 3   | Villiam Vecchi               | Futebolista                           | Itália                         | 1948  | [ 3 ]  |
| 3   | Andrejs Rubins               | Futebolista                           | Letônia/ União Soviética       | 1976  | [ 4 ]  |
| 3   | Jack Deloplaine              | Jogador de futebol americano          | Estados Unidos                 | 1954  | [ 5 ]  |
| 4   | Akin Mabogunje               | Geógrafo                              | Nigéria                        | 1931  | [ 6 ]  |
| 4   | Margot Eskens                | Cantora                               | Alemanha                       | 1939  | [ 7 ]  |
| 4   | Edir Oliveira                | Político                              | Brasil                         | 1950  | [ 8 ]  |
| 4   | Adriana Roel                 | Atriz                                 | México                         | 1934  | [ 9 ]  |
| 4   | Thorleif Andresen            | Ciclista                              | Noruega                        | 1945  | [ 10 ] |
| 5   | Jô Soares                    | Humorista e apresentador              | Brasil                         | 1938  | [ 11 ] |
| 5   | Diego Bertie                 | Ator e cantor                         | Peru                           | 1967  | [ 12 ] |
| 5   | Raymond Vahan Damadian       | Médico e inventor                     | Estados Unidos                 | 1936  | [ 13 ] |
| 5   | Ana Luísa Amaral             | Poetisa, tradutora e professora       | Portugal                       | 1956  | [ 14 ] |
| 5   | Judith Durham                | Cantora e compositora                 | Austrália                      | 1943  | [ 15 ] |
| 5   | Issey Miyake                 | Estilista                             | Japão                          | 1938  | [ 16 ] |
| 6   | Carlo Bonomi                 | Ator e dublador                       | Itália                         | 1937  | [ 17 ] |
| 6   | Sirmar Antunes               | Ator                                  | Brasil                         | 1955  | [ 18 ] |
| 7   | Leandro Lo                   | Lutador                               | Brasil                         | 1989  | [ 19 ] |
| 7   | Anatoli Filipchenko          | Cosmonauta                            | Rússia/ União Soviética        | 1928  | [ 20 ] |
| 7   | Marco Mattoli                | Cantor e compositor                   | Brasil                         | 1965  | [ 21 ] |
| 7   | Rostislav Václavíček         | Futebolista                           | Chéquia/ Tchecoslováquia       | 1946  | [ 22 ] |
| 7   | Ernesto Cavour               | Músico                                | Bolívia                        | 1940  | [ 23 ] |
| 8   | Jozef Tomko                  | Prelado                               | Eslováquia/ Tchecoslováquia    | 1924  | [ 24 ] |
| 8   | Olivia Newton-John           | Cantora, compositora e atriz          | Reino Unido/ Austrália         | 1948  | [ 25 ] |
| 8   | Dona Inah                    | Cantora                               | Brasil                         | 1935  | [ 26 ] |
| 9   | Zoltán Halász                | Ciclista                              | Hungria                        | 1960  | [ 27 ] |
| 9   | Gene LeBell                  | Lutador                               | Estados Unidos                 | 1932  | [ 28 ] |
| 10  | Hushang Ebtehaj              | Poeta                                 | Irão                           | 1928  | [ 29 ] |
| 10  | Fernando Chalana             | Futebolista                           | Portugal                       | 1959  | [ 30 ] |
| 10  | Vesa-Matti Loiri             | Ator e músico                         | Finlândia                      | 1945  | [ 31 ] |
| 10  | Kiril Dojčinovski            | Futebolista                           | Macedônia do Norte/ Iugoslávia | 1943  | [ 32 ] |
| 10  | Almeida Bruno                | Militar                               | Portugal                       | 1935  | [ 33 ] |
| 10  | Yi-Fu Tuan                   | Geógrafo                              | China/ Estados Unidos          | 1930  | [ 34 ] |
| 10  | Eino Oksanen                 | Fundista                              | Finlândia                      | 1931  | [ 35 ] |
| 10  | Lydia de Vega                | Atleta                                | Filipinas                      | 1964  | [ 36 ] |
| 11  | Ingemar Erlandsson           | Futebolista                           | Suécia                         | 1957  | [ 37 ] |
| 11  | Jean-Jacques Sempé           | Ilustrador de banda desenhada         | França                         | 1932  | [ 38 ] |
| 11  | Manuel Ojeda                 | Ator                                  | México                         | 1940  | [ 39 ] |
| 11  | József Tóth                  | Futebolista                           | Hungria                        | 1951  | [ 40 ] |
| 11  | Michael Badnarik             | Engenheiro e radialista               | Estados Unidos                 | 1954  | [ 41 ] |
| 12  | Anne Heche                   | Atriz                                 | Estados Unidos                 | 1969  | [ 42 ] |
| 12  | Anshu Jain                   | Banqueiro                             | Reino Unido/ Índia             | 1963  | [ 43 ] |
| 12  | Adèle Milloz                 | Esquiadora e alpinista                | França                         | 1996  | [ 44 ] |
| 12  | Wolfgang Petersen            | Cineasta                              | Alemanha                       | 1941  | [ 45 ] |
| 12  | Zelito Miranda               | Cantor                                | Brasil                         | 1954  | [ 46 ] |
| 13  | Paulo Roberto Costa          | Engenheiro                            | Brasil                         | 1954  | [ 47 ] |
| 13  | Ângelo Domingos Salvador     | Prelado                               | Brasil                         | 1932  | [ 48 ] |
| 14  | Dmitri Vrubel                | Pintor                                | Rússia/ Alemanha               | 1960  | [ 49 ] |
| 15  | Rajmund Zieliński            | Ciclista                              | Polónia                        | 1940  | [ 50 ] |
| 15  | Frederick Buechner           | Poeta, romancista e escritor          | Estados Unidos                 | 1926  | [ 51 ] |
| 15  | Tsuneko Sasamoto             | Fotojornalista                        | Japão                          | 1914  | [ 52 ] |
| 16  | Joseph Delaney               | Escritor                              | Reino Unido                    | 1945  | [ 53 ] |
| 17  | Diogo Pacheco                | Maestro                               | Brasil                         | 1925  | [ 54 ] |
| 17  | Sebastião Curió              | Militar                               | Brasil                         | 1934  | [ 55 ] |
| 17  | Armindo Antônio Ranzolin     | Jornalista                            | Brasil                         | 1937  | [ 56 ] |
| 17  | José Luís Cutrale            | Empresário                            | Brasil                         | 1946  | [ 57 ] |
| 17  | Jorge da Cunha Lima          | Jornalista, escritor e poeta          | Brasil                         | 1931  | [ 58 ] |
| 17  | Motomu Kiyokawa              | Ator e dublador                       | Japão                          | 1935  | [ 59 ] |
| 17  | António Marques Bessa        | Professor catedrático                 | Portugal                       | 1949  | [ 60 ] |
| 18  | Herbert Mullin               | Criminoso                             | Estados Unidos                 | 1947  | [ 61 ] |
| 18  | John Powell                  | Atleta                                | Estados Unidos                 | 1947  | [ 62 ] |
| 19  | Orlando Costa                | Ator                                  | Portugal                       | 1948  | [ 63 ] |
| 19  | Riddick Parker               | Jogador de futebol americano          | Estados Unidos                 | 1972  | [ 64 ] |
| 19  | Gustavo Costa                | Jornalista                            | Angola                         | 1959  | [ 65 ] |
| 19  | Jorge Luis Lona              | Prelado                               | Argentina                      | 1935  | [ 66 ] |
| 20  | Cláudia Jimenez              | Atriz                                 | Brasil                         | 1958  | [ 67 ] |
| 20  | Darya Dugina                 | Ativista e jornalista                 | Rússia                         | 1992  | [ 68 ] |
| 21  | Oliver Frey                  | Artista                               | Suíça                          | 1948  | [ 69 ] |
| 21  | Anabelle Gutiérrez           | Atriz                                 | México                         | 1932  | [ 70 ] |
| 22  | António de Sousa Braga       | Prelado                               | Portugal                       | 1941  | [ 71 ] |
| 23  | Luiz Mancilha Vilela         | Prelado                               | Brasil                         | 1942  | [ 72 ] |
| 23  | Índio do Buraco              | Indígena                              | Brasil                         | ?     | [ 73 ] |
| 23  | Creed Taylor                 | Produtor musical                      | Estados Unidos                 | 1929  | [ 74 ] |
| 23  | José Sperb Sanseverino       | Político e advogado                   | Brasil                         | 1925  | [ 75 ] |
| 24  | Len Dawson                   | Jogador de futebol americano          | Estados Unidos                 | 1935  | [ 76 ] |
| 24  | Orlando de la Torre          | Futebolista                           | Peru                           | 1943  | [ 77 ] |
| 24  | Joe E. Tata                  | Ator                                  | Estados Unidos                 | 1936  | [ 78 ] |
| 24  | Marilene Galvão              | Cantora                               | Brasil                         | 1942  | [ 79 ] |
| 24  | António Teixeira Fernandes   | Professor catedrático e sociólogo     | Portugal                       | 1939  | [ 80 ] |
| 25  | Herman Van Springel          | Ciclista                              | Bélgica                        | 1943  | [ 81 ] |
| 25  | Andrei Slavnov               | Físico                                | Rússia/ União Soviética        | 1939  | [ 82 ] |
| 26  | Roland Mesnier               | Confeiteiro e escritor de culinária   | Estados Unidos/ França         | 1944  | [ 83 ] |
| 27  | Milutin Šoškić               | Futebolista                           | Iugoslávia                     | 1937  | [ 84 ] |
| 27  | Vicenç Pagès i Jordà         | Escritor                              | Espanha                        | 1963  | [ 85 ] |
| 27  | Ferenc Stámusz               | Ciclista                              | Hungria                        | 1934  | [ 86 ] |
| 27  | Karl Lamers                  | Político                              | Alemanha                       | 1935  | [ 87 ] |
| 27  | Jairo Severiano              | Produtor musical                      | Brasil                         | 1927  | [ 88 ] |
| 29  | Wafiq al-Samarrai            | Militar                               | Iraque                         | 1947  | [ 89 ] |
| 29  | Charlbi Dean                 | Atriz e modelo                        | África do Sul                  | 1990  | [ 90 ] |
| 29  | Walter Hugo de Andrade Cunha | Pesquisador e professor universitário | Brasil                         | 1929  | [ 91 ] |
| 30  | Mikhail Gorbatchov           | Político                              | Rússia/ União Soviética        | 1931  | [ 92 ] |
| 30  | Staël Abelha                 | Modelo                                | Brasil                         | 1941  | [ 93 ] |
| 30  | Don Lind                     | Astronauta                            | Estados Unidos                 | 1930  | [ 94 ] |
| 30  | José Carlos Loureiro         | Arquiteto                             | Portugal                       | 1925  | [ 95 ] |
| 30  | George Woods                 | Atleta                                | Estados Unidos                 | 1943  | [ 96 ] |
| 31  | Lorraine Botha               | Política                              | África do Sul                  | 1965  | [ 97 ] |
| 31  | Gustavo Fonseca              | Biólogo                               | Brasil                         | 1956  | [ 98 ] |
| 31  | Alexander Horváth            | Futebolista                           | Eslováquia/ Tchecoslováquia    | 1938  | [ 99 ] |